# Шербур-Октевиль
Шербу́р-Октеви́ль (фр. Cherbourg-Octeville [ʃεʁbuʁɔktəvil], норманд. Tchidbouo, до февраля 2000 года — Шербу́р) — ассоциированная коммуна и портовый город на северо-западе Франции, в департаменте Манш (регион Нормандия). Совокупное население городов Шербур и Октевиль до их слияния в одну административную единицу составило 42 318 человек (по переписи 1999 г.). При этом население муниципального региона Шербур составляло 117 865 человек.
Шербур расположен на севере полуострова Котантен, на берегу пролива Ла-Манш. Площадь города — 6,9 км².
С 1 января 2016 года город Шербур-Октевиль и четыре его пригорода объединились в новую коммуну Шербур-ан-Котантен.

## История
В начале X века земли полуострова Котантен были захвачены викингами. В 933 г. поселения региона были присоединены к Нормандскому герцогству. Во время Столетней войны город в числе прочих земель Франции был предметом спора между англичанами и французами и шесть раз переходил из одних рук в другие.
С 1898 г. в Шербуре строятся подводные лодки. B 1909 году император Николай Александрович с французским президентом Фальером встретились в гавани Шербура в рамках франко-русского союза. В 1912 г. Шербур стал первым портом, где пристал лайнер «Титаник» после отплытия из Саутгемптона.
В июне 1940 г. город был захвачен немцами. Освобождён четыре года спустя, 26 июня 1944 г. — через 20 дней после высадки в Нормандии. На тот момент взятие Шербура было очень важным для развития наступления, так как он был единственным крупным портом на всем участке высадки. Понимая это, немцы за этот город сражались ожесточённо и упорно, частично выведя из строя порт, но всё же были вынуждены сдаться под натиском американских войск.
С этого времени и до конца войны Шербур был одним из оживлённейших и важнейших портов в Европе.

## Экономика
В Шербуре имеются предприятия судостроения, одно из которых единственное предприятие субмариностроения во Франции, построившее субмарины проектов Редутабль и Триумфан, также сельскохозяйственного машиностроения, есть производство фотоматериалов, одежды, мебели, пива.
- Наполеон и Мария-Луиза присутствуют на параде эскадры в Шербуре
- Подводная лодка S618 проекта «Триумфан», построенная в Шербуре

## Города-побратимы
- Румыния: Дева